# Maria Clara Gueiros
Maria Clara Gueiros (Rio de Janeiro, 26 de maio de 1965) é uma atriz, humorista, dubladora e bailarina brasileira. Conhecida por seu trabalho na comédia, iniciou sua carreira nos palcos do Tablado e, mais tarde, popularizou-se na televisão. Gueiros é ganhadora de vários prêmios, incluindo um Prêmio Contigo! de TV e um Melhores do Ano, além de ter recebido indicações para um Mambembe, cinco Prêmios Qualidade Brasil e um Prêmio Bibi Ferreira.
Gueiros fez sua estreia profissional na peça de dança Na Cola do Sapateado (1987) no papel de Mariana. Em seguida, decidiu ter formação como atriz ingressando no Teatro Tablado, onde passou a integrar inúmeras peças. No teatro, destacou-se em Lô Abre A Porta (1993), A Gata Borralheira (1998), Úteros em Fúria (2000), Utopia (2005), Os Difamantes (2008), sendo indicada ao Prêmio Qualidade Brasil pelas duas últimas, Enfim, Nós (2014), A Invenção do Amor (2016) e Se Meu Apartamento Falasse (2018).
Na televisão, sua estreia ocorreu em 1995 em uma participação no programa Não Fuja da Raia, na TV Globo. Em telenovelas, Gueiros teve personagens importantes em Beleza Pura (2008), Caras & Bocas (2009), Insensato Coração (2011), pela qual venceu o Prêmio Contigo!, Lado a Lado (2012), Babilônia (2015) e Nos Tempos do Imperador (2022). No entanto, foi nas séries, especial de comédia, que ganhou mais destaque, como em Zorra Total (2004-07), Minha Nada Mole Vida (2007), pela qual foi indicada ao Prêmio Qualidade Brasil, S.O.S. Emergência (2010), A Grande Família (2013), Escolinha do Professor Raimundo (2015) e Zorra (2015) e No Mundo da Luna (2022).
No cinema, fez seu primeiro trabalho na comédia Um Show de Verão (2004). Gueiros é reconhecida pela sua intensa participação nos filmes de comédias, destacando-se em Muita Calma Nessa Hora (2010), Os Saltimbancos Trapalhões: Rumo a Hollywood (2017), O Amor Dá Trabalho (2018), De Perto Ela Não É Normal (2020) e O Palestrante (2022).

## Biografia

### Primeiros anos de vida e formação
Maria Clara Gueiros nasceu em 26 de maio de 1965 na cidade do Rio de Janeiro, então capital do extinto estado de Guanabara. Apesar de ter nascido no Rio, passou parte da sua infância em São Paulo e nos Estados Unidos. Aos 26 anos, saiu da casa de seus pais, em Copacabana, e foi morar sozinha. Desde a infância, Maria Clara esteve ligada ao mundo das artes estudando dança contemporânea. Estreou profissionalmente como bailarina no espetáculo Na Cola do Sapateado, que ficou em cartaz por oito anos. Durante esse período, também formou em psicologia pela Pontifícia Universidade Católica do Rio de Janeiro (PUC-Rio). Embora não tenha seguido a profissão, Gueiros fez mestrado na área, declarando ter muita afeição pela psicanálise.

## Carreira

### 1987—09: Início da carreira e projeção nacional
Em 1989, aos vinte e quatro anos, fez sua estreia no teatro como bailarina na peça Na Cola do Sapateado, espetáculo de dança montado por um grupo de sapateado o qual fazia parte, onde se descobriu atriz e comediante, decidindo estudar artes cênicas no renomado Teatro O Tablado. Interpretando "Mariana", o espetáculo foi sucesso de crítica e público, permanecendo em cartaz por seis anos, até 1995. Neste período, também participou de outras montagens teatrais paralelamente. Em 1991, atua em um papel secundário na peça Na Festa de Bebete, dirigida por Tânia Nardini. Atuou ainda em Lô Abre a Porta (1993) e Cinderela (1994). Em 1995, faz sua primeira aparição na televisão como uma bailarina no humorístico Não Fuja da Raia, estrelado por Cláudia Raia. Em 1998, destaca-se na produção infantil A Gata Borralheira no teatro, sob a direção de Cacá Mourthé, interpretando "D. Firmina de Souza Borralheira", matriarca da família Borralheira, pela qual recebeu indicação ao Prêmio Mambembe. Em 2000, estrelou com Heloísa Perissé a peça Úteros em Fúrias, sob a direção de seu então marido Bernardo Jablonski, que abordava o universo feminino.
Em 2001, foi escalada para sua primeira telenovela, O Clone, de Glória Perez, onde interpreta a cômica empregada doméstica "Graça", que trabalha na casa dos personagens de Victor Fasano e Beth Goulart. No mesmo ano, realizou uma pequena participação no episódio "Triângulo Escaleno" da série Brava Gente, no papel de uma copeira de um motel. Em 2003, estrela com Evandro Mesquita e Adriana Garambone o musical de comédia Esse Cara Não Existe, que acompanha um homem em um mundo pós-revolução feminista. Também em 2003, é escalada para seu segundo papel em telenovela, Mulheres Apaixonadas, escrita por Manoel Carlos, interpretando "Cecília", secretária da clínica médica de "Dr. César", personagem de José Mayer. Este ano, em especial, foi prolífico para a carreira da atriz na televisão, que, após repercutir na novela, foi convidada para participar de um episódio da série Papo Irado, estrelado por Heloísa Perissé, interpretando uma prima da protagonista, e também do especial de fim de ano Sob Nova Direção, estrelado também por Perissé e Ingrid Guimarães, que viria a se tornar uma série no ano seguinte. Assim, aproximou-se do núcleo de humor da TV Globo, onde viria a se destacar nos anos seguintes.
Em 2004, tornou-se nacionalmente conhecida ao integrar o elenco do programa humorístico Zorra Total, onde fez diversos personagens populares. Entre os seus papéis de destaque no Zorra Total, destaca-se a "Laura", que utilizava o bordão "Vem cá, te conheço?", e "Márcia", que sempre dava desculpas para o marido quando chegava em casa após passar a noite fora. Neste ano ainda, participou do episódio "Stress Pouco é Bobagem" da série A Diarista, estrelada por Cláudia Rodrigues, e estreia no cinema com a comédia juvenil Um Show de Verão, que é estrelada por Angélica e Luciano Huck. Foi nomeada ao Prêmio Qualidade Brasil por sua atuação na peça de comédia Utopia (2005). Em 2006, atua na comédia Xuxa Gêmeas como a secretária engraçada "Jennifer Smith McCartney da Silva". Neste ano também, estrelou a série de comédia Minha Nada Mole Vida, estrelada também por Luís Fernando Guimarães, onde "Silvana", a ex-mulher do apresentador "Jorge Horácio" (Guimarães), com quem tem uma difícil relação. Maria Clara permaneceu na série e no humorístico Zorra Total até o ano de 2007. Em 2008, estreia na dublagem no cinema interpretando a gata "Mittens" na animação Bolt: Super-Cão.
Em 2008, retornou às novelas em  Beleza Pura, escrita por Andréa Maltarolli, desta vez em um papel de destaque, como a perua destrambelhada "Suzy". Na trama, sua personagem é uma mulher rica e superficial que frequenta clínicas de estética para criticar outras mulheres. É amiga próxima da vilã "Norma" (Carolina Ferraz) e esconde que ela e sua irmã "Sheila" (Carol Castro) são de origem pobre. Sua fortuna vem de um golpe aplicado no primeiro marido. Ao se apaixonar por "Raul" (Leopoldo Pacheco), um homem pobre, teme contar a verdade a "Norma". Em 2008, também, destacou-se no espetáculo Os Difamantes, que lhe rendeu mais uma indicação ao Prêmio Qualidade Brasil. Na peça, que estrela ao lado de Emílio Orciollo Netto, ela interpreta uma professora entediada com seu trabalho e casamento. Em 2009, entrou para o elenco de Caras & Bocas, de Walcyr Carrasco, onde deu vida a cômica golpista "Lili". No enredo, sua personagem é a ex-mulher do pintor "Denis" (Marcos Pasquim), com quem tem um filho, que ressurge após anos desaparecida com interesse no dinheiro que seu ex-marido conquistou tornando-se um artista renomado.

### 2010—19: Amadurecimento da carreira e destaque em novelas
Em 2010, interpreta a médica "Dra. Veruska" na primeira temporada do seriado S.O.S. Emergência, que acompanhava os profissionais de um hospital que recebia, a cada episódio, pacientes variados, e no teatro, ao lado de Edwin Luisi, estrela o espetáculo Tango, Bolero e Cha Cha Cha. No mesmo ano, participa do filme de comédia Muita Calma Nessa Hora, no papel da religiosa e dona de uma pousada "Rita". Ainda volta aos palcos mais uma vez na peça Na Cola do Sapateado, dessa vez como "Maria Amélia", uma estudante de geografia ingênua que não entende a matéria. Em 2011, interpreta um dos mais populares papéis de sua carreira nas novelas, a fogosa "Bibi" em Insensato Coração, de Gilberto Braga. Na trama, sua personagem é filha uma mulher animada e leve que sabe aproveitar a vida. Criada pela avó após perder a mãe em um acidente que também vitimou os pais de sua prima, a protagonista "Marina" (Paolla Oliveira), de quem é íntima e confidente. Costuma se envolver com homens charmosos interessados em sua fortuna, mas é esperta e não permite exploração financeira. Sua vida amorosa muda ao conhecer "Douglas" (Ricardo Tozzi), com quem se apaixona e decide se casar.
Em 2012, interpreta sua primeira antagonista, a ambiciosa "Neusinha" em Lado a Lado, mais uma parceria com o autor Gilberto Braga. No enredo, ambientado em 1904, sua personagem é uma mulher que entra na companhia de teatro da renomada atriz "Diva Celeste" (Maria Padilha), inicialmente como camareira, mas torna-se atriz e faz de tudo para tomar o lugar da atriz principal do teatro. Também em 2012 é convidada para uma participação no filme O Diário de Tati, interpretando a tia de "Tati", "Cida", e atua numa montagem de O Mágico de Oz. Em 2013, dubla a agente secreta "Lucy Wilde" na animação Meu Malvado Favorito 2 e interpreta a "Mãe Fantasma" em mais uma montagem de Pluft, o Fantasminha. Entre 2013 e 2014, fez parte do elenco principal das temporadas finais da série A Grande Família, no papel da trambiqueira "Lurdinha", que trabalha na casa da família fingindo ser uma religiosa. Neste período, também, liderou o elenco do humorístico Divertics, onde interpretou diversos personagens em esquetes, ao lado de Leandro Hassum, Roberta Rodrigues, Luís Fernando Guimarães, Marianna Armellini e outros. Em 2014, retorna ao papel de "Rita" na sequência Muita Calma Nessa Hora 2, filme derivado da comédia homônima de 2010.

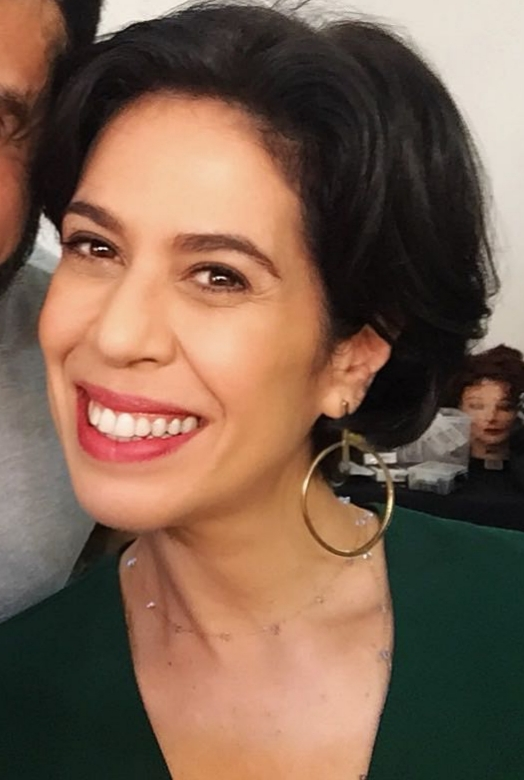
Gueiros nos bastidores de um espetáculo.

Em 2014, volta a atuar com Ricardo Tozzi, dessa vez no teatro na peça Enfim, Nós, uma comédia romântica que acompanha um casal em sua primeira noite de Dia dos Namorados. Em 2015, é escalada para a novela Babilônia, consolidando sua terceira parceria com Gilberto Braga, interpretando "Karen", uma corretora de imóveis que tem uma jornada tripla como profissional, mãe e esposa. É através do seu esforço no trabalho que sua família mantém o padrão de classe média, visto que seu marido, o cômico mulherengo "Luís Fernando" (Gabriel Braga Nunes), não se preocupa em deixar a boa vida para trabalhar. Entre 2015 e 2020 esteve na nova versão do humorístico Escolinha do Professor Raimundo como Cândida, que no original foi interpretada por Stella Freitas. Em 2016, paralelamente, também entrou para o elenco da série TOC's de Dalila e do humorístico Zorra, onde ficou até 2019. Entre 2016 e 2017, protagoniza com Guilherme Piva a peça A Invenção do Amor,  que aborda a relação amorosa de um Homo Sapiens (Piva) com uma mulher de Neandertal (Gueiros).
Em 2017, aparece no elenco principal da comédia Os Saltimbancos Trapalhões: Rumo a Hollywood, filme estrelado por Renato Aragão e Dedé Santana, que marca o retorno dos Trapalhões ao cinema. No mesmo ano, volta a dublar "Lucy Wilde" em Meu Malvado Favorito 3 e interpreta a bruxa "Mari. P" no filme infantil D.P.A. - O Filme. Em 2018, atuou no musical Se Meu Apartamento Falasse com Marcelo Medici, Malu Rodrigues e Marcos Pasquim. Na peça, que acompanha um contador atrapalhado que empresta seu apartamento para o seu colega de trabalho ter encontros casuais, ela interpreta a demiolada "Marge MacDougall". Em 2019, dedicou-se ao cinema aparecendo em três filmes de comédia: O Amor Dá Trabalho, onde fez uma participação no papel de Nossa Senhora, A Mulher do Meu Marido, como "Carla", e uma participação em Ela Disse, Ele Disse, como "Madalena", a diretora do colégio onde se passa o filme. Também em 2019, protagoniza com Heloísa Perissé a peça Loloucas, que acompanha duas senhoras contando histórias ao perderem a exibição de uma peça de teatro.

### 2020—presente: Trabalhos recentes

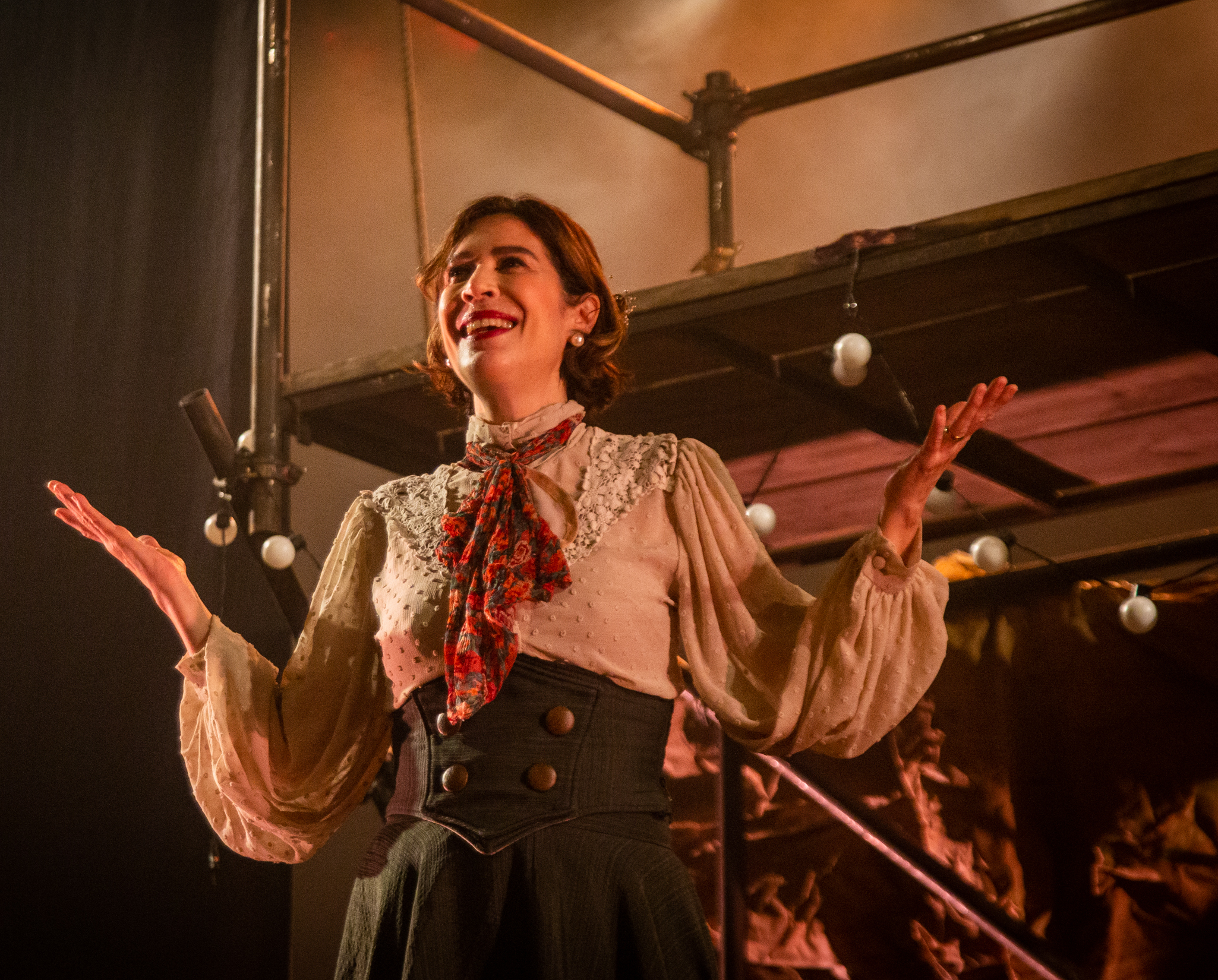
Virada Cultural Paulista em Santa Bárbara d'Oeste (2022)

Em 2020, atua na comédia De Perto Ela Não É Normal, escrita e estrelada por Suzana Pires, em uma participação especial. No ano seguinte, 2021, retorna ao elenco de uma novela após seis anos afastada, em Nos Tempos do Imperador como a arqueóloga "Vitória". Na trama, sua personagem é a filha de Anna (Isabelle Drummond) e Joaquim (Chay Suede), personagens que aparecem na novela Novo Mundo (2017), dos mesmos autores. Ela entra na trama para trazer uma peça histórica para a Imperatriz Teresa Cristina (Letícia Sabatella), mas surpreende-se ao descobrir que os seus rendimentos dos aluguéis de suas casas foram arruinados pela administração de seu irmão "Quinzinho" (Augusto Madeira).
Em 2022, transfere-se para a HBO Max para atuar na série No Mundo da Luna, onde interpreta "Clarice", redatora chefe de um portal de notícias que comanda a equipe a qual faz parte a protagonista "Luna" (Marina Moschen). Neste ano também, atuou no filme de comédia O Palestrante, quem tem Fábio Porchat e Dani Calabresa nos papéis principais, como "Márcia", uma mãe progressista que acaba de descobrir a verdadeira sexualidade do marido. Em 2023, participou da terceira temporada do reality show LOL: Se Rir, Já Era!, da Amazon Prime Video.

## Vida pessoal
Enquanto ainda estudava na PUC-RJ, conheceu Bernardo Jablonski, pesquisador e consultor da TV Globo, que também foi produtor e diretor. Maria e Bernardo casaram-se em 1991. Da união do casal, nasceram dois filhos, João e Bruno. O casal se divorciou em 2004. Atualmente, a atriz vive na Gávea com seus dois filhos e mantém um relacionamento com o artista plástico Edgar Duvivier. Seu filho mais novo, Bruno, também é ator, e o mais velho, João, trabalha numa empresa de consultoria.

## Teatro
| Ano     | Título                     | Personagem                      |
| ------- | -------------------------- | ------------------------------- |
| 1987–95 | Na Cola do Sapateado       | Mariana                         |
| 1992    | Na Festa de Bebete         | Menina                          |
| 1993    | Lô Abre A Porta            |                                 |
| 1994    | Cinderela                  |                                 |
| 1998    | A Gata Borralheira         | D. Firmina de Souza Borralheira |
| 2000    | Úteros em Fúria            |                                 |
| 2003–04 | Esse Cara não Existe       | Amante de Edgar                 |
| 2005    | Utopia                     |                                 |
| 2007    | Corações Encaixotados      | Dulce                           |
| 2007    | Z.É. Zenas Emprovisadas    | [ 52 ]                          |
| 2008–09 | Os Difamantes              | Beatriz                         |
| 2010    | Tango, Bolero e Cha Cha    | Clarice                         |
| 2010–11 | Na Cola do Sapateado       | Maria Amélia                    |
| 2011    | As Bruxas de Eastwick      | Alexandra Spoffard              |
| 2012    | O Mágico de Oz             | Miss Guch / Bruxa Má do Oeste   |
| 2013    | Pluft, o Fantasminha       | Mãe Fantasma                    |
| 2013    | A Garota do Adeus          | Paula Menezes                   |
| 2014–15 | Enfim, Nós                 | Fernanda                        |
| 2016–17 | A Invenção do Amor         | Nhaca                           |
| 2018    | Se Meu Apartamento Falasse | Marge MacDougall                |
| 2019–20 | Loloucas                   | Ieda                            |
| 2024    | Agora é que são elas       | Vários                          |

## Filmografia

### Televisão
| Ano     | Título                          | Personagem                                             | Nota                                    |
| ------- | ------------------------------- | ------------------------------------------------------ | --------------------------------------- |
| 1995    | Não Fuja da Raia                | Bailarina                                              | Episódio: "Piloto"                      |
| 2001–02 | O Clone                         | Graça                                                  |                                         |
| 2001    | Brava Gente                     | Copeira do motel                                       | Episódio: "Triângulo Escaleno"          |
| 2003    | Mulheres Apaixonadas            | Cecília                                                |                                         |
| 2003    | Papo Irado                      | Prima de Tati                                          | Episódio: "Primos"                      |
| 2003    | Sob Nova Direção                | Funcionária da academia                                | Especial de fim de ano                  |
| 2004    | A Diarista                      | Socorro                                                | Episódio: "Stress Pouco é Bobagem"      |
| 2004–07 | Zorra Total                     | Laura / Clícia / Márcia / Zana Zen / Jurema / Clarisse |                                         |
| 2006–07 | Minha Nada Mole Vida            | Silvana Campos                                         |                                         |
| 2008    | Casos e Acasos                  | Marina                                                 | Episódio: "A Volta, a Cena e as Férias" |
| 2008    | Beleza Pura                     | Suzana Cabral Rocha (Suzy)                             |                                         |
| 2009    | Cilada                          | Recepcionista                                          | Episódio: "Motel"                       |
| 2009–10 | Caras & Bocas                   | Liliana Guimarães (Lili)                               |                                         |
| 2010    | S.O.S. Emergência               | Drª. Veruska L.                                        |                                         |
| 2011    | Insensato Coração               | Abigail Drummond Castellani (Bibi)                     |                                         |
| 2012–13 | Lado a Lado                     | Neusa Soares (Neusinha) / Jacqueline Duvivier          |                                         |
| 2013–14 | A Grande Família                | Lurdes Oliveira (Lurdinha)                             |                                         |
| 2013–14 | Divertics                       | Várias personagens                                     |                                         |
| 2015    | Babilônia                       | Karen Fonseca Vidal                                    |                                         |
| 2015–20 | Escolinha do Professor Raimundo | Dona Cândida                                           |                                         |
| 2016–17 | TOC's de Dalila                 | Olga Ramos                                             |                                         |
| 2016–19 | Zorra                           | Várias personagens                                     |                                         |
| 2020    | Simples Assim                   | Dra. Ana Júlia                                         | Episódio: "5 de dezembro"               |
| 2021–22 | Nos Tempos do Imperador         | Vitória Milmann Martinho                               |                                         |
| 2022    | No Mundo da Luna                | Clarice Vegga                                          |                                         |
| 2023    | LOL: Se Rir, Já Era!            | Participante (7º lugar)                                | Temporada 3                             |
| 2024    | Dra. Darci                      | Marília                                                | Episódio: "A Nova Doutora Darci"        |
| 2024    | Vem que Tem                     | Soraya                                                 | História: Brastemp                      |

### Cinema
| Ano  | Título                                       | Personagem                        | Notas          |
| ---- | -------------------------------------------- | --------------------------------- | -------------- |
| 2004 | Um Show de Verão                             | Gislurdes                         |                |
| 2006 | Xuxa Gêmeas                                  | Jennifer Smith McCartney da Silva |                |
| 2007 | Os Porralokinhas                             | Aeromoça                          |                |
| 2008 | Sexo com amor?                               | Mara                              |                |
| 2008 | Bolt - Supercão                              | Mittens (voz)                     | Dublagem       |
| 2010 | Muita Calma Nessa Hora                       | Rita                              |                |
| 2012 | O Diário de Tati                             | Tia Clara                         |                |
| 2013 | Meu Malvado Favorito 2                       | Lucy Wilde (voz)                  | Dublagem       |
| 2014 | Muita Calma Nessa Hora 2                     | Rita                              |                |
| 2014 | O Atelier                                    | Maria                             | Curta-metragem |
| 2015 | Caiu na Rede é Peixe                         | Dalmira                           |                |
| 2017 | Os Saltimbancos Trapalhões: Rumo a Hollywood | Zoroastra                         |                |
| 2017 | Até a Esquina                                |                                   | Curta-metragem |
| 2017 | Meu Malvado Favorito 3                       | Lucy Wilde (voz)                  | Dublagem       |
| 2017 | D.P.A - O Filme                              | Mari P.                           |                |
| 2018 | Tudo Acaba em Festa                          | Cláudia Leite                     |                |
| 2019 | O Amor Dá Trabalho                           | Nossa Senhora                     |                |
| 2019 | A Mulher do Meu Marido                       | Carla                             |                |
| 2019 | Ela Disse, Ele Disse                         | Diretora Madalena                 |                |
| 2020 | De Perto Ela Não É Normal                    | Vera Lúcia                        |                |
| 2022 | O Palestrante                                | Márcia                            | [ 71 ]         |
| 2024 | Meu Malvado Favorito 4                       | Lucy Wilde (voz)                  | Dublagem       |
| 2024 | Caindo na Real                               | Marlene de Bragança               |                |

## Prêmios e indicações
| Ano  | Associações                                 | Categoria                                       | Nomeações                  | Resultado | Ref.   |
| ---- | ------------------------------------------- | ----------------------------------------------- | -------------------------- | --------- | ------ |
| 1998 | Prêmio Mambembe                             | Melhor Atriz em Peça Infantil                   | A Gata Borralheira         | Indicada  | [ 9 ]  |
| 2005 | Prêmio Qualidade Brasil                     | Teatro: Melhor Atriz de Comédia                 | Utopia                     | Indicada  | [ 13 ] |
| 2005 | Prêmio Qualidade Brasil                     | Televisão: Melhor Atriz de Programa Humorístico | Zorra Total                | Indicada  | [ 13 ] |
| 2006 | Prêmio Globo de Melhores do Ano             | Melhor Comediante                               | Zorra Total                | Venceu    | [ 72 ] |
| 2006 | Prêmio Leão de Ouro                         | Melhor Comediante                               | Zorra Total                | Venceu    |        |
| 2006 | Prêmio Leão de Ouro                         | Melhor Comediante                               | Minha Nada Mole Vida       | Venceu    |        |
| 2006 | Prêmio Qualidade Brasil                     | Televisão: Melhor Atriz de Programa Humorístico | Minha Nada Mole Vida       | Indicada  |        |
| 2007 | Prêmio Qualidade Brasil                     | Televisão: Melhor Atriz de Programa Humorístico | Minha Nada Mole Vida       | Indicada  | [ 73 ] |
| 2009 | Prêmio Qualidade Brasil                     | Teatro: Melhor Atriz de Comédia                 | Os Difamantes              | Indicada  | [ 74 ] |
| 2011 | Prêmio Quem de Televisão                    | Melhor Atriz Coadjuvante de Televisão           | Insensato Coração          | Indicada  |        |
| 2012 | Prêmio Contigo! de TV                       | Melhor Atriz Coadjuvante de Novela ou Série     | Insensato Coração          | Venceu    | [ 75 ] |
| 2012 | Troféu Top of Business                      | Destaque do Ano — Melhor Atriz em Televisão     | Lado a Lado                | Venceu    | [ 76 ] |
| 2018 | Prêmio Destaque Imprensa Digital de Musical | Melhor Atriz Coadjuvante                        | Se Meu Apartamento Falasse | Indicada  | [ 77 ] |
| 2018 | Prêmio Bibi Ferreira                        | Melhor Atriz Coadjuvante                        | Se Meu Apartamento Falasse | Indicada  | [ 78 ] |
| 2023 | Prêmio Destaques Musical.Rio                | Melhor Performance Cômica em Musical            | Mamma Mia                  | Indicada  | [ 79 ] |